# Келли, Джон (старший)
Джон Брендан «Джек» Келли-старший (англ. John Brendan Kelly, Sr.; 4 октября 1889[…], Филадельфия, Пенсильвания — 20 июня 1960[…], Филадельфия, Пенсильвания) — американский спортсмен и промышленник, трёхкратный олимпийский чемпион.
Отец актрисы Грейс Келли (впоследствии супруги князя Монако Ренье III); дед ныне правящего князя Альбера II.

## Биография
Родился 4 октября 1889 года в США. Происходил из семьи ирландских эмигрантов.
Начав с простого каменщика, впоследствии основал свою строительную фирму «Келли. Кирпичные работы», которая сделала его миллионером и влиятельным человеком на Восточном побережье США.
Занимался спортом — академической греблей, был трехкратным чемпионом Олимпийских игр (дважды в 1920 году и один раз в 1924).
В 1935 году баллотировался на пост мэра Филадельфии, в 1937 году был председателем Демократической партии округа Филадельфия.
Во время Второй мировой войны от президента Рузвельта Келли получил пост директора Национального центра физподготовки.
Умер Джек Келли 20 июня 1960 года.

## Семья
Жена — Маргарет Кэтрин Майер (13.12.1898 — 06.01.1990), немка по происхождению — была красивой женщиной, работавшей в юности фотомоделью. До замужества она училась в университете Темпл, а позже возглавила Департамент физической культуры в Университете Пенсильвании.
Дети:
- Пегги Келли (13.06.1925 — 22.11 1991)
- Джон Брендан Келли-младший (24.05.1927 — 02.03.1985) — спортсмен (академическая гребля), бронзовый призёр одиночных соревнований на Олимпийских играх в Мельбурне.
- Грейс Келли (12.11.1929 — 14.09.1982) — актриса и впоследствии принцесса Монако
- Лизанна Келли (25.06.1933 — 24.11.2009)

## Достижения
- Член Олимпийского зала славы США.

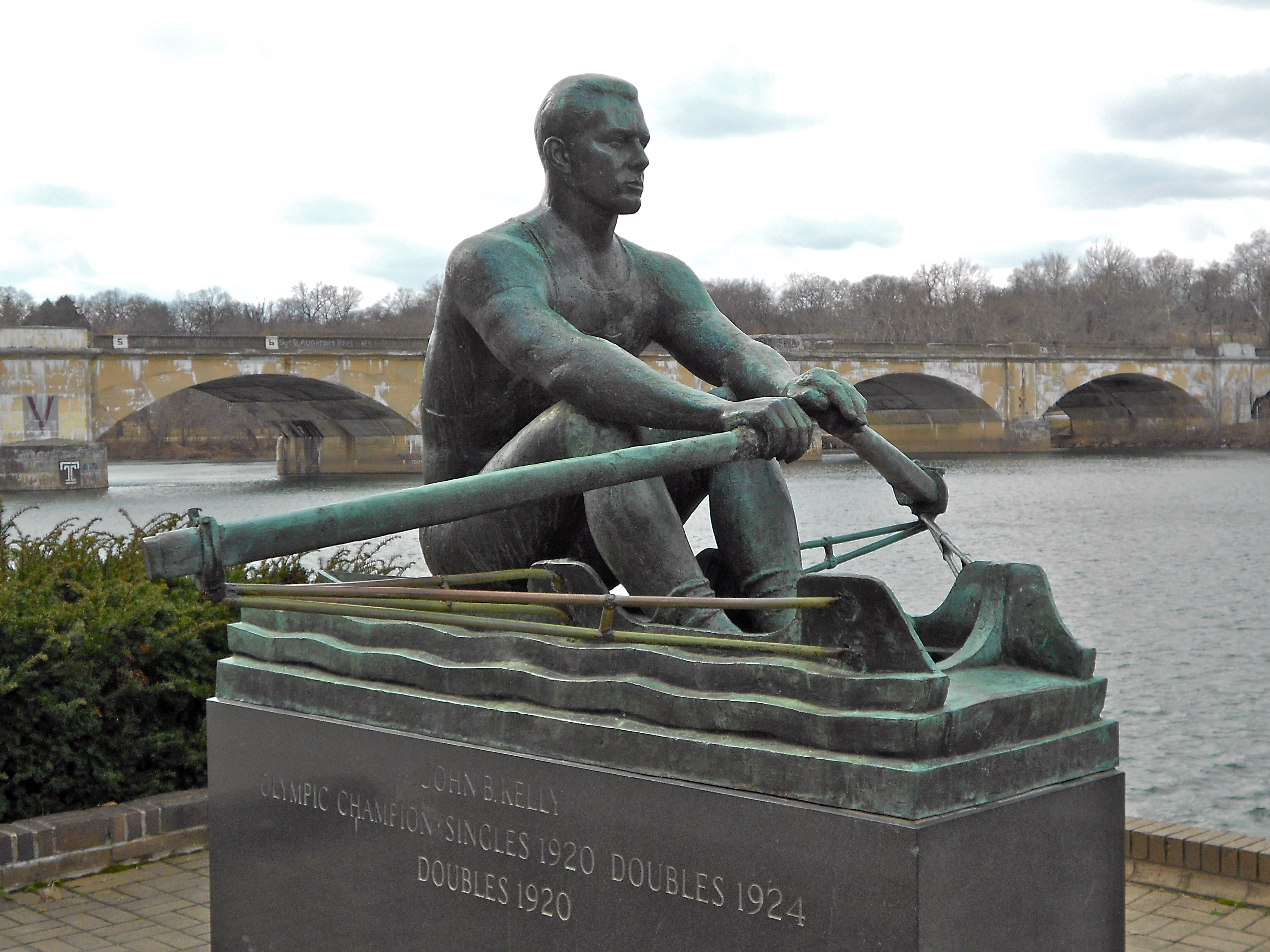
Памятник Джону Келли в Филадельфии

- Член Зала славы спортсменов Филадельфии.
- В 1965 году в Филадельфии ему был установлен памятник.[5]